# 社苹乡
社苹乡，是中华人民共和国江西省抚州市黎川县下辖的一个乡镇级行政单位。

## 行政区划
社苹乡下辖以下地区：
社苹村、宏源村、团星村和前进村。